# El Anti Edipo
El Anti Edipo: Capitalismo y esquizofrenia (en francés, Capitalisme et schizophrénie. L'anti-Œdipe) es un libro publicado en 1972 de los autores franceses Gilles Deleuze y Félix Guattari, el primero filósofo y el segundo psicoanalista. Es el primer volumen de su trabajo colaborativo Capitalismo y esquizofrenia; su segundo volumen es Mil mesetas (1980).
En el libro, Deleuze y Guattari desarrollan los conceptos y teorías del esquizoanálisis, una amplia práctica crítica que parte desde el punto de vista de la esquizofrenia y la psicosis, así como del progreso social que el capitalismo ha propiciado. Ellos relacionan estos conceptos con el psicoanálisis, la economía, las artes, la literatura, la antropología y la historia. Contrariamente a los usos contemporáneos franceses de las ideas de Sigmund Freud, esbozaron una "psiquiatría materialista" modelada en el inconsciente visto como un agregado de procesos productivos del deseo, utilizando el concepto de producción deseante que interrelaciona las máquinas deseantes y los cuerpos sin órganos, y utilizan el materialismo histórico de Karl Marx para detallar sus diferentes organizaciones de la producción social, las "superficies de registro", la codificación, la territorialización y el acto de "inscripción". Las ideas de Friedrich Nietzsche sobre la voluntad de poder y el eterno retorno también tienen un influjo en la forma en que Deleuze y Guattari describen la esquizofrenia; el libro elabora en gran medida sobre el pensamiento de Deleuze en sus libros previos Diferencia y repetición y Lógica del sentido, los cuales utilizaban las ideas de Nietzsche para explorar una concepción radical del devenir.
El trabajo de Deleuze y Guattari también se basa en y critica las filosofías y teorías de Baruch Spinoza, Immanuel Kant, Charles Fourier, Charles Sanders Peirce, Carl Jung, Melanie Klein, Karl Jaspers, Lewis Mumford, Karl August Wittfogel, Wilhelm Reich, Georges Bataille, Louis Hjelmslev, Jacques Lacan, Gregory Bateson, Pierre Klossowski, Claude Lévi-Strauss, Jacques Monod, Louis Althusser, Victor Turner, Jean Oury, Jean-François Lyotard, Michel Foucault, Frantz Fanon, R. D. Laing, David Cooper y Pierre Clastres.
También recurren a autores y artistas en cuyas obras se usa el concepto de la esquizofrenia como "el universo de las máquinas deseantes productoras y reproductoras",  como lo son Antonin Artaud, Samuel Beckett, Georg Büchner, Samuel Butler, D. H. Lawrence, Henry Miller, Marcel Proust, Arthur Rimbaud, Daniel Paul Schreber, Adolf Wölfli, Vaslav Nijinsky, Gérard de Nerval y J. M. W. Turner.
El Anti Edipo causó sensación tras su publicación y se convirtió en una obra ampliamente aclamada que provocó cambios en la filosofía contemporánea. Es visto como un texto clave en la "micropolítica del deseo", además de Economía libidinal de Jean-François Lyotard. Por otro lado, la obra fue acusada de destruir el lacanismo debido a su crítica poco ortodoxa del movimiento.

## Resumen

### Esquizoanálisis
El esquizoanálisis de Deleuze y Guattari es un psicoanálisis social y político que responde a lo que ellos ven como las tendencias reaccionarias del psicoanálisis. Sin embargo, Deleuze y Guattari argumentan que no hubo un viraje específico en el desarrollo teorético del Freudismo en el que este se haya vuelto reaccionario; en su lugar, afirman que tenía "elementos revolucionarios, reformistas y reaccionarios" desde el principio. "Nos negamos al 'lo toma o lo deja'", escriben. Esta mezcla políticamente ambigua de tendencias en el psicoanálisis surge, argumentan, de su ambigua relación con sus descubrimientos: "Como si toda gran doctrina no fuese una formación combinada, hecha a base de piezas y pedazos, de códigos y flujos diversos entremezclados, de partes parciales y derivadas, que constituyen su propia vida o su devenir. Como si se pudiese reprochar a alguien el tener una relación ambigua con el psico-análisis sin mencionar primero que el psicoanálisis está formado por una relación ambigua, teórica y prácticamente, con lo que descubre y las fuerzas que maneja". Pese a la militancia de los análisis propuestos en el proyecto de Deleuze y Guattari, insisten en que "no podemos considerar que se elabore un programa político en el marco del esquizoanálisis". Guattari desarrolló las implicaciones de la teoría para un proyecto político en su libro Les nouveaux espaces de liberté escrito junto al filósofo autonomista italiano Antonio Negri y publicado en 1985. El esquizoanálisis propone una evaluación funcional de las catexis directas del deseo —ya sean revolucionarias o reaccionarias— en un campo que es social, biológico, histórico y geográfico. Deleuze y Guattari desarrollan cuatro tesis del esquizoanálisis:
1. Toda catexis es social y de cualquier modo conduce a un campo social histórico.[6]
2. En las catexis sociales, las catexis libidinales inconscientes de grupo o de deseo se distinguen de las catexis preconscientes de clase o de interés.[7]
3. Las catexis libidinales del campo social están por encima de las catexis familiares.[8]
4. Las catexis libidinales sociales se dividen en dos tipos o polos: un polo paranoico y fascista, y un polo esquizo-revolucionario.[9]

A diferencia de la concepción psicoanalítica, el esquizoanálisis asume que la libido no necesita ser desexualizada o sublimada, o pasar por metamorfosis para catexizar factores económicos o políticos. Deleuze y Guattari explican que "[e]n verdad, la sexualidad está en todas partes: en el modo como un burócrata acaricia sus dossiers, como un juez hace justicia, como un hombre de negocios hace correr el dinero, como la burguesía da por el culo al proletariado, etc. [...] Las banderas, las naciones, los ejércitos, los bancos ponen en tensión [sexual] a mucha gente". En términos del marxismo clásico, el deseo es parte de la "base" infraestructural económica de la sociedad y no una "superestructura" ideológica y subjetiva.

Las catexis libidinales inconscientes del deseo coexisten sin coincidir necesariamente con las catexis preconscientes realizadas de acuerdo con las necesidades o intereses ideológicos del sujeto (individual o colectivo) que desea.
Una forma de producción o de reproducción social, con sus mecanismos económicos o financieros, sus formaciones políticas, etc., puede ser deseada como tal, totalmente o en parte, independientemente del interés del sujeto que desea. No es por metáfora, incluso por metáfora paterna, que Hitler ponía en tensión a los fascistas. No es por metáfora que una operación bancaria o bursátil, un título, un cupón, un crédito pongan en tensión a gentes que no son tan sólo banqueros. ¿Y el dinero que crece, el dinero que produce dinero? Existen «complejos» económico-sociales que también son verdaderos complejos del inconsciente, y comunican una voluptuosidad de arriba a abajo de su jerarquía (el complejo militar industrial). Y la ideología, Edipo y el falo, no tienen nada que hacer en este caso, ya que dependen de ello en lugar de ser su principio.
El esquizoanálisis trata de mostrar cómo "el deseo puede verse determinado a desear su propia represión en el sujeto que desea". El deseo produce "las formas más represivas y más mortíferas de la reproducción social".

#### Máquinas deseantes y producción social
La comprensión tradicional del deseo supone una distinción excluyente entre "producción" y "adquisición". Esta línea de pensamiento —la cual ha dominado la filosofía occidental a lo largo de su historia y se extiende desde Platón hasta Freud y Lacan— entiende el deseo a través del concepto de adquisición, puesto que el deseo busca adquirir algo que le falta. Esta concepción dominante, argumentan Deleuze y Guattari, es una forma de idealismo filosófico. Las concepciones alternativas, que tratan el deseo como una fuerza positiva y productiva, han recibido mucha menos atención; las ideas de los pocos filósofos que las han desarrollado, sin embargo, son de crucial importancia para el proyecto de Deleuze y Guattari: principalmente el concepto de "voluntad de poder", de Nietzsche, y "conato", de Spinoza. Deleuze y Guattari argumentan que el deseo es un proceso de producción positivo que produce realidad. Sobre la base de tres "síntesis pasivas" (en parte modeladas a partir de las síntesis de apercepción de Kant en Crítica de la razón pura), el deseo maquina "los objetos parciales, los flujos y los cuerpos" al servicio de la autopoiesis del inconsciente. En este modelo, el deseo no "carece" de su objeto, sino que el deseo es una máquina y el objeto del deseo es una máquina conectada a este. Sobre esta base, Deleuze y Guattari desarrollan su noción de producción deseante. Dado que el deseo produce la realidad, la producción social, con sus fuerzas y relaciones, "es tan sólo la propia producción deseante en condiciones determinadas".
Al igual que su contemporáneo, Ronald David Laing, y Wilhelm Reich antes que ellos, Deleuze y Guattari relacionan la represión psicológica con la opresión social. Sin embargo, la manera en que lo hacen es radicalmente distinta debido a su concepto de producción deseante. Ellos describen un universo compuesto de máquinas deseantes, las cuales están todas conectadas entre sí: "No hay máquinas deseantes que existan fuera de las máquinas sociales que forman a gran escala; y no hay máquinas sociales sin las deseantes que las pueblan a pequeña escala". Cuando insisten en que un campo social puede ser catexizado por el deseo directamente, se oponen al concepto de sublimación de Freud, que propone un dualismo inherente entre las máquinas deseantes y la producción social. Este dualismo, argumentan, limitó el potencial revolucionario de las teorías de Laing y Reich. Deleuze y Guattari desarrollan una crítica del psicoanálisis de Freud y Lacan, así como de la antipsiquiatría y el freudomarxismo (con su insistencia en una mediación necesaria entre los reinos del deseo y de lo social). El concepto de sexualidad de Deleuze y Guattari no se limita a la interacción de los roles de género masculino y femenino, sino que postula una multiplicidad de flujos que crean "cien mil" máquinas deseantes dentro de su universo conectado; Deleuze y Guattari contraponen esta sexualidad "no humana molecular" a la sexualidad binaria "molar": "hacer el amor no se reduce a hacer uno, ni siquiera dos, sino hacer cien mil", escriben, y agregan que "siempre hacemos el amor con mundos".

#### Reformulación del complejo de Edipo
Lo "anti" de su crítica al complejo de Edipo freudiano comienza por el análisis de la forma en que se articula la sociedad según el modelo original tripartita de la familia: padre, madre e hijo. Deleuze y Guattari buscan muestran que el familiarismo del modelo edípico de la familia es un tipo de organización que para funcionar como un principio organizador de la sociedad debe colonizar a sus miembros, reprimir sus deseos y acomplejarlos. En lugar de concebir a la familia como una esfera contenida dentro de una esfera "social" más grande, y otorgar una preeminencia lógica al modelo familiar tripartita, Deleuze y Guattari argumentan que la familia debe abrirse socialmente, pensando en la concepción de Bergson de lo abierto, y que debajo de la pseudo-oposición entre la familia (compuesta por sujetos) y lo social, subyace la relación entre deseo preindividual y producción social.
Además, argumentan que la esquizofrenia es un estado mental extremo que coexiste con el propio sistema capitalista y que este continúa imponiendo la neurosis como una forma de sostener la normalidad. Sin embargo, proponen una conceptualización no clínica y opuesta de "esquizofrenia" como desterritorialización de "esquizofrénico" entendido como entidad clínica y un fin: "La pequeña alegría es la esquizofrenización como proceso y no el esquizo como entidad clínica. «Usted ha convertido el proceso en un fin...»".

#### Cuerpo sin órganos

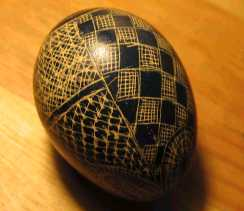
Deleuze y Guattari afirman que el cuerpo sin órganos es un huevo: "está atravesado por ejes y umbrales, latitudes, longitudes, geodésicas, está atravesado por gradientes que señalan los devenires y los cambios del que en él se desarrolla".

Deleuze y Guattari desarrollan su concepto del "cuerpo sin órganos" (a menudo abreviado como CsO, en español al igual que en francés "corps sans organes") a partir del texto de Antonin Artaud "Para terminar con el juicio de Dios". Puesto que el deseo puede tomar tantas formas como personas que lo implementen, debe buscar nuevas vías y diferentes combinaciones para realizarse, formando un cuerpo sin órganos para cada instancia. El deseo no se limita a los afectos de un sujeto, ni al estado material del sujeto. Sin embargo, no se puede forzar la existencia de los cuerpos sin órganos ni crearlos a voluntad, y son esencialmente el producto de una condición de intensidad-cero que Deleuze y Guattari vinculan con la esquizofrenia catatónica que a su vez se convierte en "el modelo de la muerte".

#### Críticas a los psicoanalistas
Deleuze y Guattari abordan el caso de Gérard Mendel, Bela Grunberger y Janine Chasseguet-Smirgel, quienes fueron miembros destacados de la asociación psicoanalítica más prestigiosa, la Asociación Psicoanalítica Internacional (API). Argumentan que este caso demuestra que el psicoanálisis adopta con entusiasmo un estado policial:
En cuanto a los que no se dejan edipizar, bajo una forma u otra, el psicoanalista está allí para llamar en su ayuda al asilo o a la policía. ¡La policía con nosotros!, nunca el psicoanálisis mostró mejor su afición por apoyar el movimiento de la represión social y participar en él con todas sus fuerzas. [...] No porque, por parte de Lacan, se tenga otra concepción del psicoanálisis hay que considerar como menor lo que en verdad es el tono dominante en las asociaciones más reconocidas: veamos al doctor Mendel, los doctores Stéphane, el estado rabioso en que caen y su llamada literalmente policial ante la idea de que alguien pretende escapar a la ratonera de Edipo. Edipo es como estos objetos que se convierten en tanto más peligrosos cuando ya nadie cree en ellos; entonces los polizontes entran para reemplazar a los sumos sacerdotes.
Bela Grunberger y Janine Chasseguet-Smirgel fueron dos psicoanalistas de la Sociedad Psicoanalítica de París, la cual forma parte de la Asociación Psicoanalítica Internacional. En noviembre de 1968, bajo el seudónimo de André Stéphanese, publicaron L'univers Contestationnaire, en donde argumentan que los amotinadores de izquierda en el Mayo de 1968 eran estalinistas totalitarios, y procedieron a psicoanalizarlos como si tuvieran un sórdido infantilismo atrapado en un movimiento revolucionario edípico contra el Padre. Jacques Lacan vio con gran desdén el libro de Grunberger y Chasseguet-Smirgel. Mientras ellos aún permanecían en el anonimato gracias al seudónimo, Lacan comentó que estaba seguro de que ninguno de los autores pertenecía a su escuela, ya que ninguno se rebajaría a tan baja tontería. Los analistas de la API respondieron acusando a la escuela lacaniana de "terrorismo intelectual". Gérard Mendel publicó La révolte contre le père (1968) y Pour décoloniser l'enfant (1971).

### El fascismo, la familia y el deseo de represión

#### Deseo de la represión propia
Deleuze y Guattari abordan un problema fundamental de la filosofía política: el fenómeno contradictorio en el que un individuo o grupo desea su propia opresión. Mencionan que esta contradicción había sido planteada anteriormente de forma breve por el filósofo del siglo XVII Spinoza: "los hombres combaten por su servidumbre como si se tratase de su salvación" Es decir, «¿Cómo es posible que se llegue a gritar: "¡queremos más impuestos! ¡menos pan!"?». Posteriormente, Wilhelm Reich redescubrió y discutió el fenómeno en su libro de 1933 Psicología de masas del fascismo:
Como dice Reich, lo sorprendente no es que la gente robe, o que haga huelgas; lo sorprendente es que los hambrientos no roben siempre y que los explotados no estén siempre en huelga. ¿Por qué soportan los hombres desde siglos la explota-ción, la humillación, la esclavitud, hasta el punto de quererlas no sólo para los demás, sino también para sí mismos?
Para abordar esta cuestión, Deleuze y Guattari examinan las relaciones entre la organización social, el poder y el deseo, particularmente en relación con el complejo de Edipo freudiano y sus mecanismos familiares de subjetivación (papá-mamá-yo). Argumentan que la familia nuclear es el agente más poderoso de represión psicológica, el cual reprime y pervierte los deseos del niño y adolescente. Tal represión psicológica forma individuos dóciles que son blancos fáciles de la represión social. Usando este poderoso mecanismo, la clase dominante, "haciendo pasar cortes (coupures) y segregaciones a un campo social", puede controlar por completo a grupos o individuos y asegurar la sumisión general. Esto explica el fenómeno contradictorio en el que las personas "actúan claramente contra sus intereses de clase, cuando se adhieren a los intereses e ideales de una clase que su propia situación objetiva debería determinarles a combatir". La crítica de Deleuze y Guattari hacia estos mecanismos busca promover una liberación revolucionaria del deseo:
Si el deseo es reprimido se debe a que toda posición de deseo, por pequeña que sea, tiene motivos para poner en cuestión el orden establecido de una sociedad: no es que el deseo sea asocial, sino al contrario. Es perturbador: no hay máquina deseante que pueda establecerse sin hacer saltar sectores sociales enteros. Piensen lo que piensen algunos revolucionarios, el deseo en su esencia es revolucionario —el deseo, ¡no la fiesta! — y ninguna sociedad puede so-portar una posición de deseo verdadero sin que sus estructuras de explota-ción, avasallamiento y jerarquía no se vean comprometidas.

#### La familia y el capitalismo como agente de la represión
La familia es el agente al que la producción capitalista delega la represión psicológica de los deseos del niño. La represión psicológica se distingue de la opresión social en la medida en que actúa inconscientemente. A través de la represión, argumentan Deleuze y Guattari, los padres transmiten su angustia y miedos irracionales a sus hijos y relacionan los deseos sexuales de los niños a sentimientos de vergüenza y culpa. La represión psicológica está fuertemente ligada a la opresión social, que se apoya en ella. Es debido a la represión psicológica que los individuos se transforman en dóciles sirvientes de la represión social, que además llegan a desear la represión propia y aceptan una vida miserable como empleados del capitalismo. Una sociedad capitalista necesita una herramienta poderosa para contrarrestar la fuerza explosiva del deseo, la cual tiene el potencial para amenazar las estructuras capitalistas de explotación, servidumbre y jerarquía; es precisamente la familia nuclear la poderosa herramienta capaz de contrarrestar esas fuerzas.
La familia no solo causa la represión psicológica del deseo, sino que también lo desfigura, dando lugar a un deseo neurótico consecuente, la perversión de las pulsiones incestuosas y la represión deseante propia. El complejo de Edipo es el fruto de la doble operación: "En un mismo movimiento, la producción social represiva se hace reemplazar por la familia reprimente y ésta da de la producción deseante una imagen desplazada que representa lo reprimido como pulsiones familiares incestuosas".

### El capitalismo y la economía política del deseo

#### Territorialización, desterritorialización y reterritorialización
Aunque el significado de desterritorialización varía intencionalmente a lo largo de la obra (como sucede con la mayoría de términos usados por Deleuze y Guattari), se puede describir a grandes rasgos como un alejarse de un contexto rígidamente impuesto, jerárquico y rizomático que busca empaquetar y categorizar las cosas (conceptos, objetos, etc.) en discretas unidades con un significado o identidad codificada individualmente, y se dirige hacia una zona rizomática de multiplicidad e identidades fluctuantes, en donde los significados y operaciones fluyen con libertad entre dichas cosas, lo que da lugar a un conjunto de entidades interconectadas que es dinámico, está en constante cambio y que tiene fronteras individuales difusas. El concepto implica que hay un todo continuo, no binario: cada agenciamiento actual (término flexible que alude a la composición heterogénea de cualquier sistema complejo ya sea individual, social, geológico, etc.) está marcado por movimientos simultáneos de territorialización (mantenimiento) y desterritorialización (disipación).
La desterritorialización se relaciona estrechamente a otros conceptos de Deleuze y Guattari como línea de fuga, desetratificación y el CsO (término tomado de Antonin Artaud), y que a veces se define de tal forma que puede ser parcialmente intercambiable con estos términos (sobre todo en Mil mesetas). Deleuze y Guattari plantean que la reterritorialización dramática sucede con frecuencia a la desterritorialización relativa, mientras que la desterritorialización absoluta es solo eso, total desterritorialización sin una porterior reterritorialización.

### Terminología tomada de la ciencia

Un campo vectorial sobre una esfera.

A lo largo de su argumentación, Deleuze y Guattari toman algunos conceptos de diferentes ciencias. Para describir el proceso de deseo, usan conceptos de la dinámica de fluidos. Describen a la sociedad como si fueran fuerzas actuando sobre un campo vectorial. También relacionan los procesos de su CsO a la embriología, de donde toman el concepto de "inductor".

## Recepción e influencia
El filósofo Michel Foucault —en el prefacio para la versión en inglés de El Anti Edipo publicado por la University of Minnesota Press— escribió que "[...] El Anti Edipo se lee mejor como un "arte", en el sentido de arte erótica, por ejemplo. Además, menciona que el libro tiene tres "adversarios" que combate de distintas formas: "burócratas de la revolución y sirvientes civiles de la verdad", "los pobres técnicos del deseo (psicoanalistas y semiólogos)" y el fascismo. Foucault aclara que se refiere tanto al fascismo histórico de Hitler y Mussolini como al fascismo que está en nuestras cabezas y que nos hace amar el poder y desear aquello que nos domina y explota. Por otro lado, Foucault añade que él considera El Anti Edipo como un libro de ética y sugiere que esa podría ser la razón de su éxito, pues propone un estilo de vida: "una introducción a la vida no fascista".
El psiquiatra David Cooper describió El Anti Edipo como una "magnífica perspectiva de la locura como una fuerza revolucionaria" y recalcó el uso de "el lenguaje psicoanalítico y las palabras de Saussure (y sus sucesores) [para enfrentar a] la lingüística consigo misma en lo que ya demuestra ser un acto histórico de superación (dépassement)". El crítico Frederick Crews escribió que cuando Deleuze y Guattari "acusaron al psicoanálisis Lacaniano de ser un desorden capitalista" y "criticaron severamente a los analistas como los manipuladores de sacerdotes más siniestros de una sociedad psicótica", su "demostración fue considerada incontestable por la mayoría" y "destruyó la ya en declive escuela lacaniana en Paris". El filósofo Douglas Kellner describió El Anti Edipo como la sensación de la época y, junto con Economía Libidinal de Jean-François Lyotard, un texto clave en la "micropolítica del deseo". El psicoanalista Joel Kovel escribió que Deleuze y Guattari proporcionaban un reto definitivo a la mística de la familia, pero que lo hacían de forma nihilista: "la inmersión en su mundo de 'esquizocultura' y máquinas deseantes es suficiente para hacer a una persona buscar la locura segura de la familia nuclear.
Anthony Elliott describió El Anti Edipo como una obra "reconocida" que "escandalizó al psicoanálisis francés y generó acaloradas disputas entre los intelectuales" y "ofreció una crítica oportuna del psicoanálisis y el lacanianismo cuando fue publicada en Francia". Sin embargo, añade que la mayoría de los críticos estarían de acuerdo en que el "esquizoanálisis" tiene fallas fatales, y que se pueden hacer objeciones importantes contra la obra. Desde su punto de vista, incluso si "la subjetividad puede ser descentralizada y deconstruida de manera útil", es erróneo asumir que "el deseo es naturalmente rebelde y subversivo". Él pensaba que Deleuze y Guattari veían al individuo como "no más que algunos órganos, intensidades y flujos, en lugar de una identidad compleja y contradictoria" y hacen falsas afirmaciones emancipadoras de la esquizofrenia. También argumentó que la obra de Deleuze y Guattari supone dificultades para interpretar la cultura contemporánea, debido a su "rechazo a la institucionalidad como tal", lo que oscurece la diferencia entre democracia liberal y fascismo y Deleuze y Guattari se quedan con "poco más que una romántica fantasía idealizada del 'héroe esquizoide'". Escribió que El Anti Edipo sigue una dirección teorética similar a Economía libidinal de Lyotard, aunque nota varias diferencias significativas entre Deleuze y Guattari, y Lyotard.
Algunas páginas del diario de Guattari, su correspondencia con Deleuze y notas sobre la escritura del libro se publicaron póstumamente en inglés como The Anti-Oedipus Papers (2004). El filósofo Mikkel Borch-Jacobsen y el psicólogo Sonu Shamdasani escribió que más que ver su confianza mermada por "las provocaciones y magnífica violencia retórica" de El Anti Edipo, la profesión psicoanalítica sintió que los debates discutidos en el libro legitimaban su disciplina. Joshua Ramey escribió que mientras que la entrada al CsO de Deleuze y Guattari está "lleno de peligro e incluso dolor [...] el punto de El Anti Edipo no es dar glamur a esa violencia o sufrimiento, sino mostrar que hay un nivel viable de experiencia dionisiaca". El filósofo Alan D. Schrift escribió en The Cambridge Dictionary of Philosophy (2015) que El Anti Edipo se leía como "una obra importante para la filosofía del deseo y una profunda crítica al psicoanálisis".

## Lecturas complementarias
- Abou-Rihan, Fadi. 2008. "Deleuze and Guattari: A Psychoanalytic Itinerary." London/New York: Continuum. ISBN 1-84706-371-3.
- Alliez, Éric. 2004. "Anti-Oedipus – Thirty Years On (Between Art and Politics)." Trans. Alberto Toscano. In Deleuze and the Social. Ed. Martin Fulgsang and Bent Meier Sorenson. Deleuze Connections ser. Edinburgh: Edinburgh UP, 2006. 151–68. ISBN 0-7486-2093-1.
- Badiou, Alain. 2004. "The Flux and the Party: In the Margins of Anti-Oedipus." Trans. Laura Balladur and Simon Krysl. Polygraph 15/16: 75–92.
- Buchanan, Ian, ed. 1999. A Deleuzean Century? Durham, NC: Duke UP. ISBN 0-8223-2392-3.
- ---. 2008. Deleuze and Guattari's Anti-Oedipus: A Reader's Guide. London and New York: Continuum. ISBN 0-8264-9149-9.
- Deleuze, Gilles and Félix Guattari 1975. Kafka: Towards a Minor Literature. Trans. Dana Polan. Theory and History of Literature 30. Minneapolis and London: U of Minnesota P, 1986. Trans. of Kafka: Pour une literature mineure. Paris: Les Editions de Minuit. ISBN 0-8166-1515-2.
- Flieger, Jerry Aline. 1999. "Overdetermined Oedipus: Mommy, Daddy and Me as Desiring-Machine." In Buchanan (1999, 219–240).
- Guattari, Félix. 1984. Molecular Revolution: Psychiatry and Politics. Trans. Rosemary Sheed. Harmondsworth: Penguin. ISBN 0-14-055160-3.
- ---. 1995. Chaosophy. Ed. Sylvère Lotringer. Semiotext(e) Foreign Agents Ser. New York: Semiotext(e). ISBN 1-57027-019-8.
- ---. 1996. Soft Subversions. Ed. Sylvère Lotringer. Trans. David L. Sweet and Chet Wiener. Semiotext(e) Foreign Agents Ser. New York: Semiotext(e). ISBN 1-57027-030-9.
- Hocquenghem, Guy. 1972. Homosexual Desire. Trans. Daniella Dangoor. 2nd ed. Series Q ser. Durham, NC: Duke UP, 1993. ISBN 0-8223-1384-7.
- Jameson, Fredric. 1999. "Marxism and Dualism in Deleuze." In Buchanan (1999, 13–36).
- Lambert, Gregg. 2006. Who's Afraid of Deleuze and Guattari? London and New York: Continuum.
- Massumi, Brian. 1992. A User's Guide to Capitalism and Schizophrenia: Deviations from Deleuze and Guattari. Swerve editions. Cambridge, United States and London: MIT. ISBN 0-262-63143-1.
- Perez, Rolando. 1990. On An(archy) and Schizoanalysis. New York: Autonomedia.